# کنی الیسوند
کنی الیسوند (فرانسوی: Kenny Elissonde‎؛ زادهٔ ۲۲ ژوئیهٔ ۱۹۹۱) دوچرخه‌سوار اهل فرانسه است.
از باشگاه‌هایی که در آن رکاب زده‌است می‌توان به تیم دوچرخه‌سواری اف‌دی‌جی و تیم اسکای اشاره کرد.